# Cameron Crowe
Cameron Bruce Crowe (Palm Springs (Californië), 13 juli 1957) is een Amerikaanse auteur en filmregisseur. Voordat hij zich in de filmindustrie begaf, was Crowe redacteur van het tijdschrift Rolling Stone waarvoor hij nog steeds bijdragen schrijft.
Crowe maakte zijn start met karaktergedreven, persoonlijke films die vaak worden gezien als origineel.

## Filmografie

### Als regisseur

#### Films
- Fast Times at Ridgemont High (1982)
- The Wild Life (1984)
- Say Anything... (1989)
- Singles (1992)
- Jerry Maguire (1996)
- Almost Famous (2000)
- Vanilla Sky (2001)
- Elizabethtown (2005)
- We Bought a Zoo (2012)
- Aloha (2015)

### Als producer
- The Wild Life (1984)
- Singles (1992)
- Jerry Maguire (1996)
- Pearl Jam: Single Video Theory (1998)
- Almost Famous (2000)
- Vanilla Sky (2001)
- Elizabethtown (2005)

- Bibsys: 90885998
- Bibliothèque nationale de France: cb140005948 (data)
- Catàleg d'autoritats de noms i títols de Catalunya: 981058589449206706
- CiNii: DA13040926
- Gemeinsame Normdatei: 122061802
- International Standard Name Identifier: 0000 0001 0996 2108
- Library of Congress Control Number: n81049344
- Nationale Bibliotheek van Letland: 000032365
- MusicBrainz: a69a3dc2-718b-477b-a3c6-1b4469514ee2
- Bibliotheek van het Japanse parlement: 00857154
- Nationale Bibliotheek van Tsjechië: xx0051575
- Nationale Bibliotheek van Israël: 987007260116805171
- Nationale Bibliotheek van Polen: a0000001616013
- Nederlandse Thesaurus van Auteursnamen: 074758284
- Réseau des bibliothèques de Suisse occidentale: 02-A005833529
- Istituto Centrale per il Catalogo Unico: RAVV103004
- SNAC: w6n02834
- Système universitaire de documentation: 070327106
- Virtual International Authority File: 85631065
- WorldCat: E39PBJvmJVgCMJkqrQqKykqhHC